# Stereoscopio a ingrandimento variabile

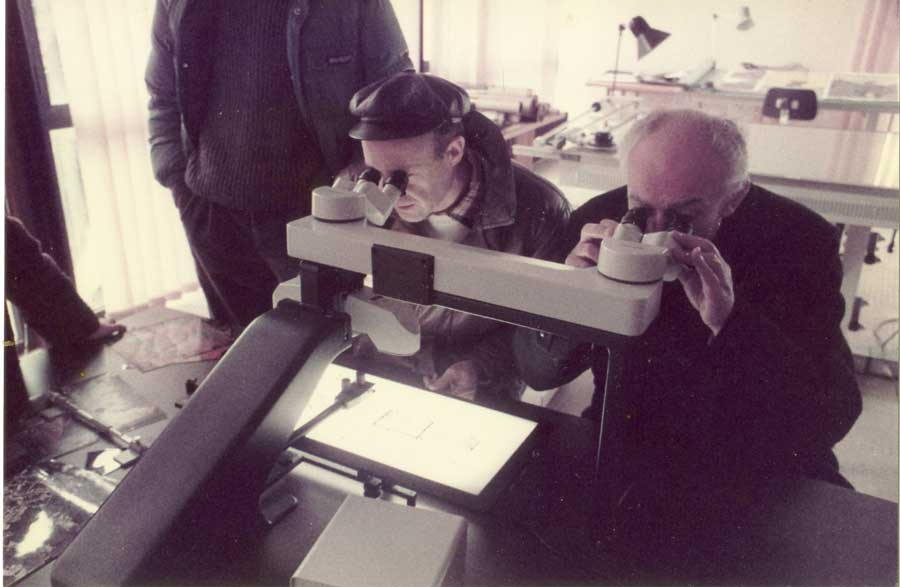
Stereoscopio Wild APT1 con doppio visore e piano luminoso per diapositive

Lo stereoscopio ad ingrandimento variabile è un particolare stereoscopio idoneo a variare l'ingrandimento del modello ottico tridimensionale osservato. Con questo dispositivo due persone possono osservare lo stesso modello ottico tridimensionale contemporaneamente, così da poter confrontare le reciproche osservazioni.